# بطولة أوروبا لكرة الماء 1947
بطولة أوروبا لكرة الماء 1947 كان الموسم السادس من بطولة أوروبا لكرة الماء، وجرت المنافسات في مونت كارلو موناكو، ونظمت من قبل الاتحاد الأوروبي للسباحة.

## النتائج
| م       | المنتخب         |
| ------- | --------------- |
| ذهبية   | إيطاليا         |
| فضية    | السويد          |
| برونزية | بلجيكا          |
| 4       | المجر           |
| 5       | هولندا          |
| 6       | المملكة المتحدة |
| 7       | فرنسا           |
| 8       | يوغوسلافيا      |
| 9       | تشيكوسلوفاكيا   |
| 10      |                 |